# Fusco Nunatak
Fusco Nunatak är en nunatak i Antarktis. Den ligger i Västantarktis. Chile gör anspråk på området. Toppen på Fusco Nunatak är 444 meter över havet.
Terrängen runt Fusco Nunatak är kuperad österut, men västerut är den platt.  Trakten är obefolkad. Det finns inga samhällen i närheten.